# Leptogaster nartshukae
Leptogaster nartshukae là một loài ruồi trong họ Asilidae. Leptogaster nartshukae được Lehr miêu tả năm 1961. Loài này phân bố ở vùng Cổ Bắc giới.